# دونالد أندرو سبنسر سينيور
دونالد أندرو سبنسر سينيور (بالإنجليزية: Donald Andrew Spencer, Sr.)‏ هو شخصية أعمال أمريكي، ولد في 5 مارس 1915، وتوفي في 4 مايو 2010.